# Jack Carroll
Jack Carroll (ur. 14 września 1925 w Sydney, zm. 27 czerwca 2018) – australijski rugbysta grający w formacji młyna, reprezentant kraju.
Był uniwersalnym zawodnikiem formacji młyna, grającym na wszystkich pozycjach prócz młynarza. Na poziomie klubowym reprezentował Eastern Suburbs, w barwach którego osiągnął barierę stu meczów. Został także wybrany do stanowej drużyny Nowej Południowej Walii, dla której rozegrał sześć spotkań. Z kolei w australijskiej reprezentacji wystąpił trzynastokrotnie, w tym w jednym testmeczu.
Uczęszczał do Sydney Technical High School ucząc się stolarki. Był żonaty z Fay.